# Moosbach (Feucht)
Moosbach ([ˈmoːsˌbax] ) ist ein Gemeindeteil des Marktes Feucht im Landkreis Nürnberger Land (Mittelfranken, Bayern). Die Gemarkung Moosbach hat eine Fläche von 3,033 km². Sie ist in 1115 Flurstücke aufgeteilt, die eine durchschnittliche Flurstücksfläche von 2719,92 m² haben. In ihr liegen neben dem namensgebenden Ort die Gemeindeteile Gauchsmühle, Hahnhof und Weiherhaus.

## Geographie

### Geografische Lage
Das Kirchdorf liegt in einer Rodungsinsel im Nürnberger Reichswald etwa 3 Kilometer östlich von Feucht an der Staatsstraße 2239 nach Altdorf. Etwa einen Kilometer nördlich von Moosbach führt die Bundesautobahn 6 vorbei. Der Ort liegt am Bachlauf des Gauchsbaches.

### Nachbarorte
Nachbarorte im Uhrzeigersinn sind Birnthon, Ungelstetten, Winkelhaid, Penzenhofen, Hahnhof, Weiherhaus, Altenthann, Mauschelhof, Rummelsberg, Feucht und Fischbach.

### Geologie
Moosbach befindet sich im Fränkischen Keuper-Lias-Land, das Bestandteil des Südwestdeutschen Schichtstufenlandes ist. Der Mittlere Keuper ist die bestimmende geologische Gruppe in Moosbach. Feuerletten (Trossingen-Formation) prägen den Landschaftsraum der Rodungsinsel. Roter bis stellenweise tiefroter Ton- und Tonmergelstein sind charakteristisch für das Deckgebirge mit mesozoischen und jungpaläozoischen Schichten aus der Obertrias. Im Bereich des Hennertsmühlgrabens und anderer kleiner Fließgewässer treten zudem quartäre Talfüllungen auf.

### Boden
Die Bodentypen Regosol und Pelosol haben sich im Norden und Nordosten von Moosbach entwickelt. Im Westen kommen Braunerde und Kolluvisol bestehend aus Schluff bis Lehm vor. Im Südwesten und Süden sind Pseudogley-Böden dominierend. Auf den Talfüllungen im Bereich der Bäche sind Gleye und andere grundwasserbeeinflusste Böden mit sandigen Talsedimenten vorherrschend.

### Topographie
Moosbach liegt in einer topographischen Senke. Nach drei Seiten, in östlicher, nördlicher und westlicher Richtung steigt das Gelände sukzessive an. Aufgrund der topographischen Situation durchfließen mehrere Fließgewässer den Ort. Der Ortsname spiegelt die naturräumlichen Gegebenheiten wider.

### Fließgewässer

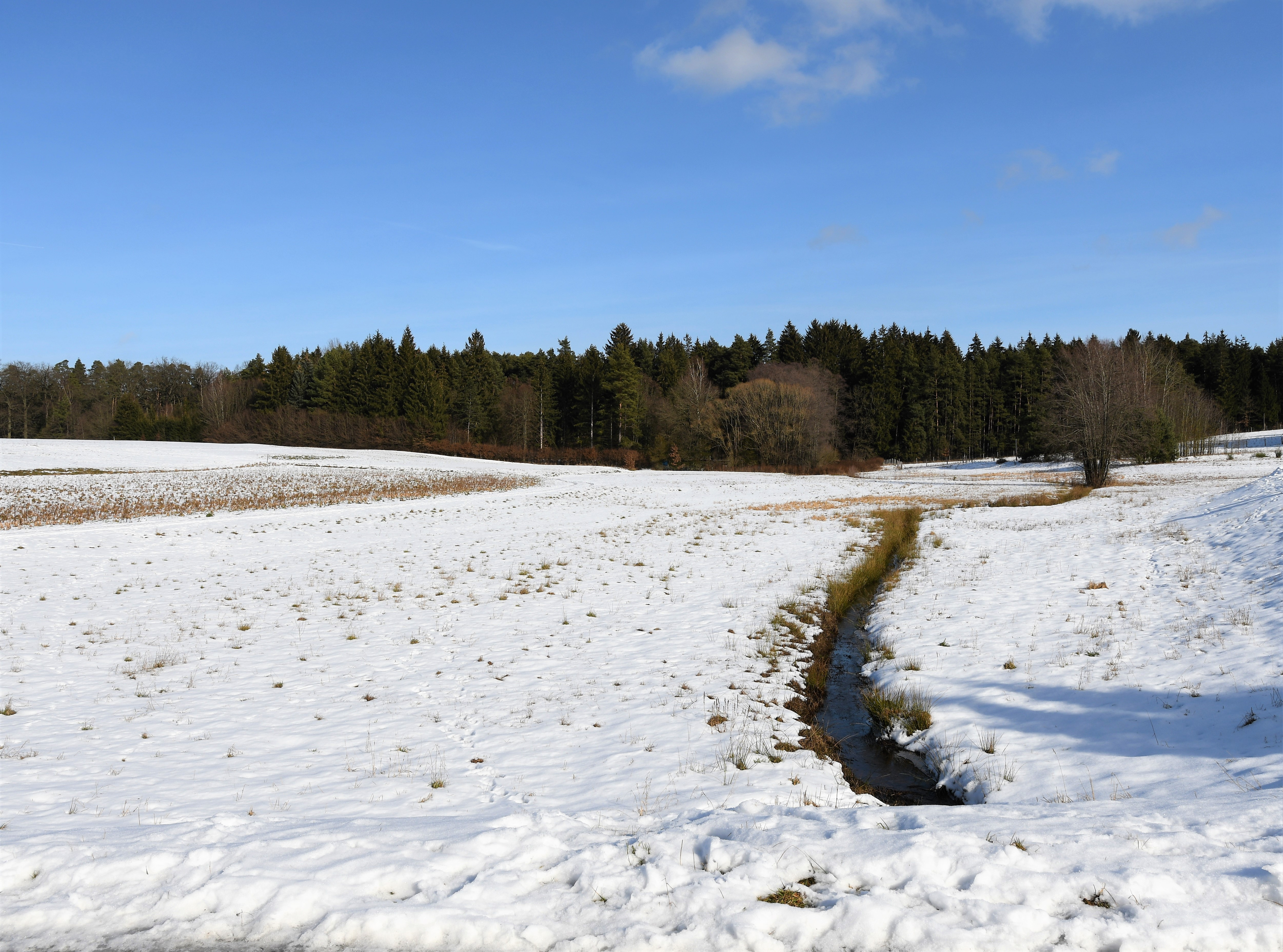
Hennertsmühlgraben in landwirtschaftlicher Flur nordöstlich von Moosbach

Moosbach befindet sich im Einzugsgebiet des Gauchsbaches. Südwestlich des Gemeindeteils fließen der Hennertsmühlgraben und der Ebenbach zusammen und bilden den Gauchsbach. Die Fließgewässer fallen im Sommer teilweise oder vollständig trocken. Der Quellbereich des Hennertsmühlgrabens liegt nordöstlich von Moosbach, südlich der Bundesautobahn 6. Er durchfließt den Ort parallel zur Moosbacher Straße. Am Erlengrund mündet ein weiterer kleiner Bach in den Hennertsmühlgraben ein. In der historischen Flurkarte (Bayerische Uraufnahme) aus dem 19. Jahrhundert wird dieses Fließgewässer als Moosbach bezeichnet. Der historische Verlauf des Moosbaches ist östlich der Straße Am Erlengrund verrohrt. Lediglich die alte Flurbezeichnung Teichwiesen, im Westen des Gemeindeteils, zeugt von dem alten, namensgebenden Bachlauf des Moosbaches.

### Klima
Moosbach liegt in der kühl-gemäßigten Klimazone und weist ein humides Klima auf. Der Gemeindeteil befindet sich im Übergangsbereich zwischen dem feuchten atlantischen und dem trockenen Kontinentalklima. Nach der Klimaklassifikation von Köppen/Geiger zählt Moosbach zum gemäßigten Ozeanklima (Cfb-Klima). Dabei bleibt die mittlere Lufttemperatur des wärmsten Monats unter 22 °C und die des kältesten Monats über −3 °C.

### Schutzgebiet
Die umgebenden Waldflächen von Moosbach sind Teil des Europäischen Vogelschutzgebietes Nürnberger Reichswald (6533-471). Das Natura 2000-Gebiet stellt einen zusammenhängenden Waldkomplexe dar, der überwiegend aus Kiefernwäldern besteht. Das 38.192 Hektar große Vogelschutzgebiet ist das größte in Bayern. Der Nürnberger Reichswald hat eine besondere Bedeutung als Lebensraum für eine Vielzahl an Vogelarten. Als Erhaltungsziele des Natura-2000-Gebietes wurden folgende Arten benannt: Raufußkauz (Aegolius funereus), Eisvogel (Alcedo atthis), Uhu (Bubo bubo), Ziegenmelker (Caprimulgus europaeus), Rohrweihe (Circus aeruginosus), Schwarzspecht (Dryocopus martius), Halsbandschnäpper (Ficedula albicollis), Zwergschnäpper (Ficedula parva), Sperlingskauz (Glaucidium passerinum), Neuntöter (Lanius collurio), Heidelerche (Lullula arborea), Wespenbussard (Pernis apivorus), Mittelspecht (Leiopicus medius), Grauspecht (Picus canus), Auerhuhn (Tetrao urogallus) und Haselhuhn (Tetrastes bonasia).

## Geschichte
Moosbach war im 19. Jahrhundert in drei Bereiche – das Untere Dorf, das Obere Dorf und das Mittlere Dorf – gegliedert. Die drei kleinen Siedlungsräume wurden durch drei Bäche voneinander getrennt. Der Weiler nördlich des Zusammenflusses von Hennertsmühlgraben und Moosbach bildete das Untere Dorf mit den Hausnummern 1 bis 6.
Die ältesten Bewohner Moosbachs waren Zeidler und bestritten ihren Lebensunterhalt durch Bienenzucht und Imkerei. Später betrieben sie Viehzucht und Ackerbau. Auf den sandigen und lehmigen Böden wurden Getreide, Kartoffeln und Hopfen angebaut. Von den ehemals 12 Bauernhöfen gab es 2012 nur noch einen landwirtschaftlichen genutzten Betrieb.
Mit dem Gemeindeedikt (frühes 19. Jahrhundert) wurde Moosbach dem Steuerdistrikt Feucht zugeordnet. Zugleich entstand die Ruralgemeinde Moosbach, zu der Gauchsmühle, Hahnhof, Weiherhaus, Mauschelhof, Rummelsberg und Fröschau gehörten. Sie unterstand in Verwaltung und Gerichtsbarkeit dem Landgericht Altdorf. Im Zuge der Gebietsreform in Bayern wurde die Gemeinde Altenthann am 31. März 1971 aufgelöst: Moosbach, Gauchsmühle, Hahnhof und Weiherhaus wurden nach Feucht eingegliedert, Fröschau und Rummelsberg nach Schwarzenbruck.

## Religion
- Evang.-Luth. Heilig-Geist-Kirche[18]

## Bau- und Naturdenkmäler

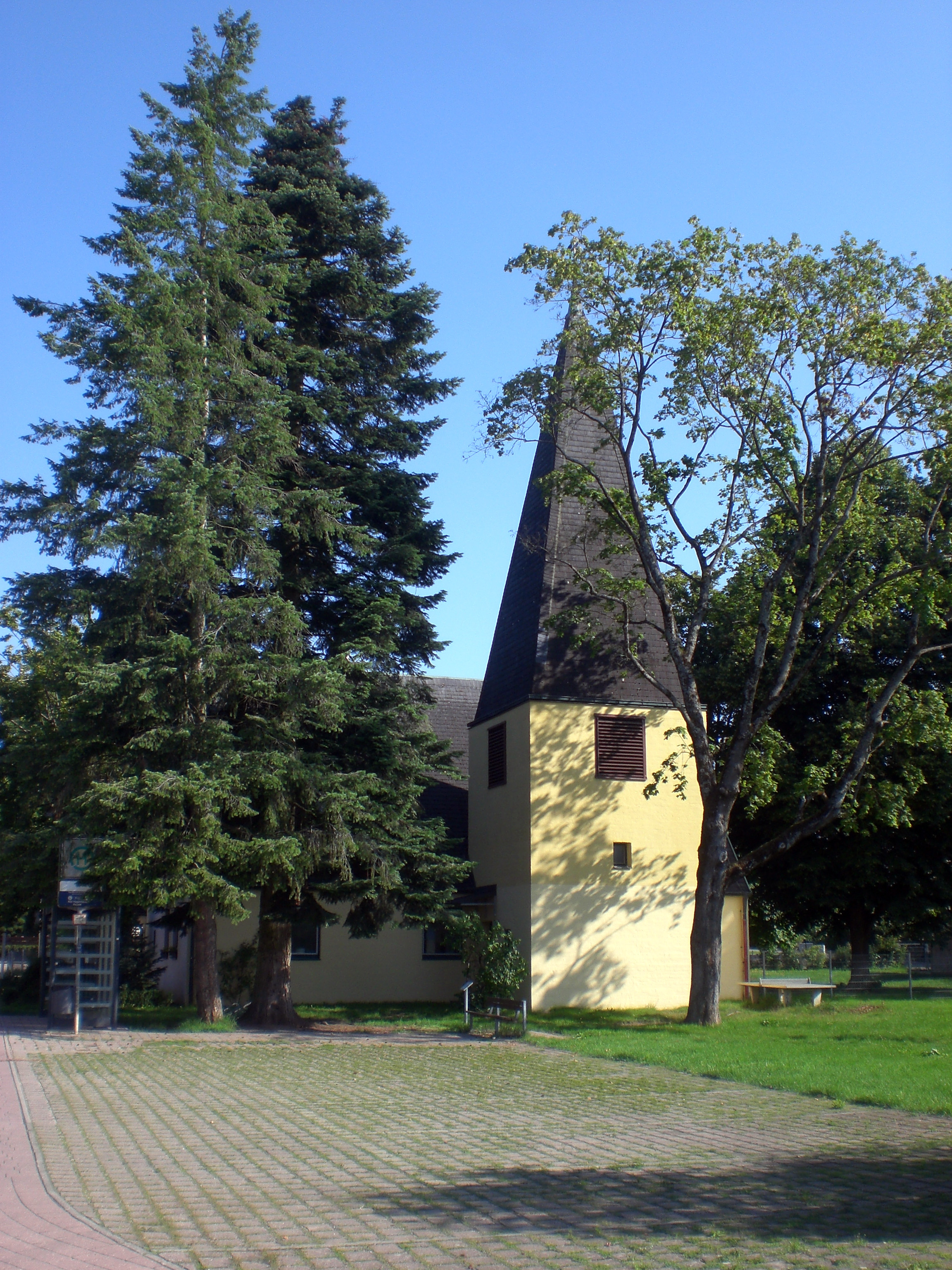
Heilig-Geist-Kirche in Moosbach

- Die Bürgerhalle, eine Allzweckhalle, die für öffentliche Veranstaltungen und Sport genutzt wird
- Schloss Gauchsmühle[19], ein restaurierter Herrensitz in Privatbesitz
- Wohnhäuser, die als Baudenkmäler ausgewiesen sind
- Hubertusbrunnen, eine kleine in Stein gefasste Quelle
- Kalter Brunnen, eine kleine Schichtquelle an der Forststraße nach Ungelstetten
- Zimmermannskreuz, ein wuchtiges Sühnekreuz an der Forststraße nach Ungelstetten
- Rote Marter bei Winkelhaid, eine Holzsäule an der Forststraße nach Ungelstetten

## Einwohnerentwicklung der Gemeinde Moosbach
| Jahr          | 1910 | 1933 | 1939 |
| Einwohnerzahl | 310  | 477  | 499  |

## Verkehr
Moosbach hat eine S-Bahn-Haltestelle der Linie S 3 Nürnberg-Altdorf (vormals S 2).

## Wirtschaft und Gewerbe
In Moosbach befindet sich keine Industrie. Neben einigen Handwerksbetrieben gibt es einen Geflügelhof mit Eierverkauf und ein Gasthaus.

## Sport
- Sportverein Moosbach mit 9 Abteilungen[22]
- Kleinkaliber-Schützenverein Moosbach und Umgebung e. V. 1927[23]

## Persönlichkeiten
- Wilhelm Dodel (1850–1934), deutscher Jurist
- Robert Jarowoy (1952–2020), Autor und Politiker (Die Linke)
- Konrad Rupprecht, Bürgermeister bis 1929, in seiner Amtszeit Beginn des Wege- und Straßenbaus
- Leonhard Bogner, Bürgermeister 1929–1945, Anschluss Moosbachs und der Ortsteile an das Stromnetz
- Paul Wunderlich, Bürgermeister 1945–1949, Organisation der Integration von Flüchtlingen aus dem Egerland
- Peter Eckersberger, (letzter) Bürgermeister 1949–1971, Bau des Schulhauses und der Wasserversorgung; Verfasser der Heimatschrift über Moosbach (1983)